# Stadsarchief Delft
Stadsarchief Delft is het archief van de Nederlandse gemeente Delft, dat ook de archieven beheert van de partnergemeenten Midden-Delfland, Pijnacker-Nootdorp en Rijswijk.
Het archief is gevestigd in de plaats Den Hoorn in de Harnaschpolder. Het gebouw is ontworpen door de architectenbureaus Office Winhov en Gottlieb Paludan Architects. De gevel is geïnspireerd op de abstracte reliëfs van de Delftse beeldend kunstenaar Jan Schoonhoven.
Het Delftse archief werd opgericht in 1859. Het Delftse archief werd gevestigd in Het Wapen van Savoyen aan de Oude Delft 169. In de jaren 1955-1957 werd het pand gerestaureerd en verrees er een nieuw archiefdepotgebouw achter het monument. Omdat het gebouw niet meer aan de eisen voor een archief voldeed vond in 2017 de verhuizing naar het huidige archiefgebouw plaats.
De collectie omvat vijf kilometer aan materiaal. Naast de archieven van de betreffende gemeentebesturen omvat het ook de bedrijfsarchieven van onder meer de Koninklijke Nederlandsche Gist- en Spiritusfabriek en de Nederlandse Olie Fabriek, de fabrikant van Calvé.